# Lopezia
Genre
Lopezia est un genre de plantes à fleurs de la famille des Onagraceae. Il comprend une trentaine d'espèces toutes endémiques d'Amérique centrale et du Mexique, dont Lopezia racemosa, l'espèce type.

## Description

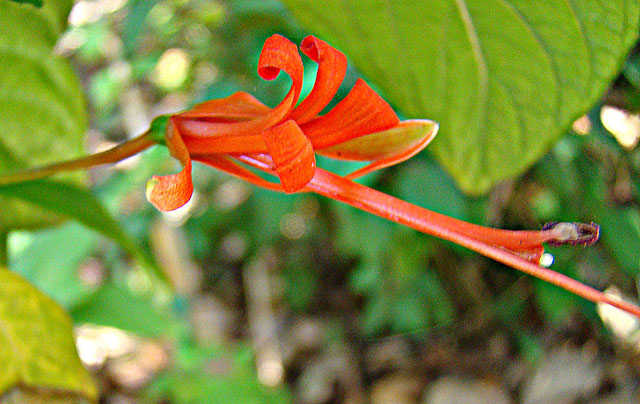
Lopezia longiflora.

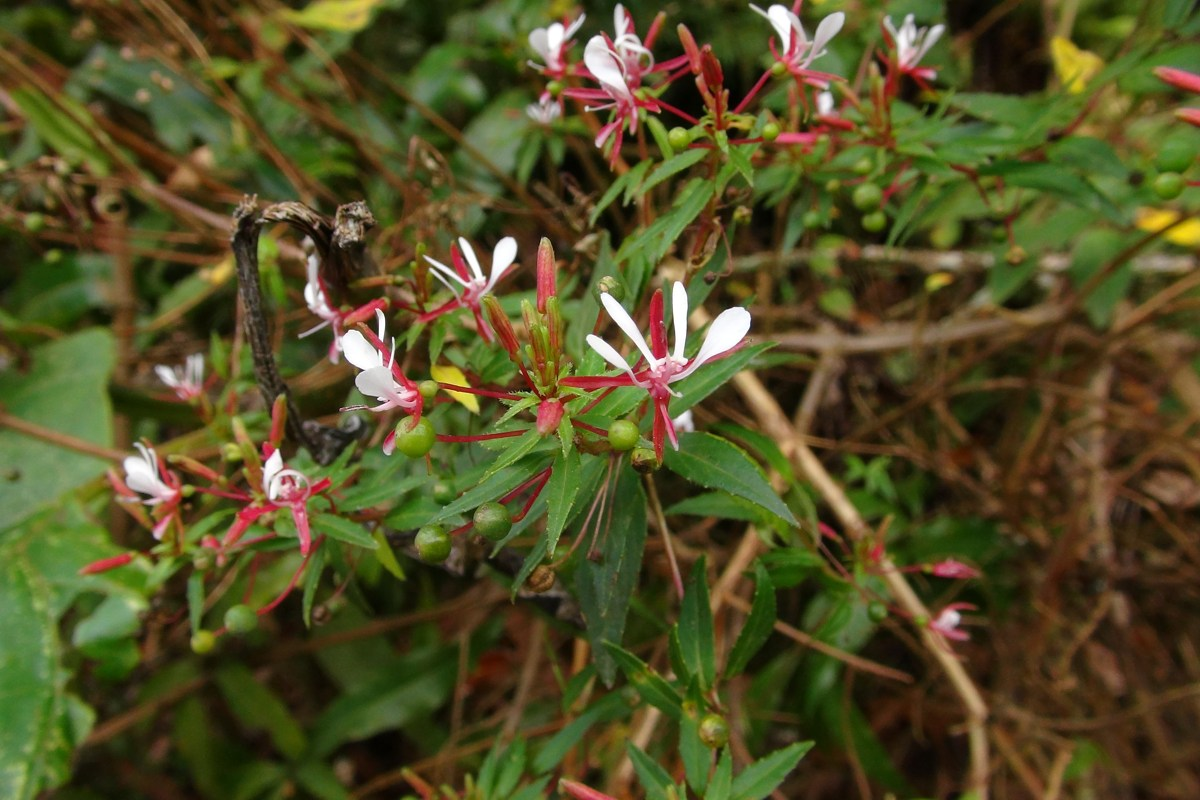
Lopezia miniata au Costa Rica.

Ces sont des herbacées ou des arbustes, le plus souvent librement ramifiés. Leurs feuilles sont pétiolées, alternes, ou les inférieures opposées, simples. Les fleurs sont solitaires, petites, pédicellées, dans les aisselles supérieures de feuilles parfois très réduites. Le tube floral est peu visible. Il y a quatre sépales, généralement rouges, étroits, et quatre pétales, dissemblables, blancs à roses, les deux supérieurs non guiculés, avec aucune, une ou deux glandes à l'apex de la griffe ; les deux inférieurs sont griffés et incurvés vers le haut, sans glande. Les deux étamines sont adnées au style et connotées entre elles à la base, les postérieures fertiles, les antérieures stériles, pétaloïdes. L'ovaire a quatre lobes ; le style est court, filiforme, avec le stigmate légèrement élargi et à peine lobé ; les ovules sont multisériés, nombreux. Le fruit est une capsule globuleuse à claviforme, coriace, à quatre lobes et valvules. Les graines, nombreuses, sont obovoïdes et granuleuses.

## Liste des espèces
Selon GBIF (11 juin 2021) :
- Lopezia bracteata Raf.
- Lopezia ciliatula Plitmann, Raven & Breedlove
- Lopezia clavata Brandegee
- Lopezia concinna P.H.Raven
- Lopezia conjugans Brandegee
- Lopezia conjugens Brandegee
- Lopezia cornuta S.Watson
- Lopezia fuchsiodes Voss
- Lopezia galeottii Planch.
- Lopezia gentryi (Munz) Plitmann, Raven & Breedlove
- Lopezia gracilis S.Watson
- Lopezia grandiflora Zucc.
- Lopezia integrifolia DC.
- Lopezia laciniata (Rose) M.E.Jones
- Lopezia langmanae Miranda, 1953
- Lopezia langmaniae Miranda
- Lopezia longiflora Decne.
- Lopezia lopezioides (Hook. & Arn.) Plitmann, Raven & Breedlove
- Lopezia miniata DC.
- Lopezia nuevo-leonis Plitmann, Raven & Breedlove
- Lopezia oaxacana Rose
- Lopezia ovata (Plitmann, Raven & Breedlove) Plitmann, Raven & Breedlove
- Lopezia pumila Bonpl.
- Lopezia racemosa Cav.
- Lopezia riesenbachia Plitmann, Raven & Breedlove
- Lopezia semeiandra Plitmann, Raven & Breedlove
- Lopezia sinaloensis Munz
- Lopezia smithii Rose
- Lopezia suffrutescens Munz
- Lopezia thymifolia Humb. & Bonpl. ex Schult.
- Lopezia trichota Schltdl.
- Lopezia violacea Rose

## Systématique
L'espèce type est Lopezia racemosa, décrite en 1791 par le botaniste espagnol Antonio José Cavanilles.
Les genres suivants sont synonymes de Lopezia selon GBIF (11 juin 2021) :
- Diplandra Hook. & Arn.
- Enthomanthus Moc. & Sessé ex Ramírez
- Jehlia Planch. ex Rose
- Pelozia Rose
- Pisaura Bonato
- Pseudolopezia Rose
- Riesenbachia C.Presl
- Riesenbachia K.B.Presl, 1831
- Rudicularia Moc. & Sessé ex Ramírez
- Semeiandra Hook. & Arn.